# بوهن (بورگنترایش)
بوهن (به آلمانی: Bühne) یک منطقهٔ مسکونی در آلمان است که در بورگنترایش واقع شده‌است. بوهن ۱٬۲۵۸ نفر جمعیت دارد.